# Боко
Боко (фр. Boqueho) насеље је и општина у северозападној Француској у региону Бретања, у департману Приморје која припада префектури Сен Бријек.
По подацима из 2011. године у општини је живело 1.076 становника, а густина насељености је износила 49,18 становника/km². Општина се простире на површини од 27,12 km². Налази се на средњој надморској висини од 140 метара (максималној 281 m, а минималној 119 m).

## Демографија
| 1962. | 1968. | 1975. | 1982. | 1990. | 1999. | 2011. |
| ----- | ----- | ----- | ----- | ----- | ----- | ----- |
| 729   | 828   | 755   | 766   | 791   | 848   | 1.076 |

График промене броја становника у току последњих година